# Willibrord (Vorname)
Willibrord ist ein männlicher, Willbrordis ein weiblicher Vorname. 

## Herkunft und Bedeutung
Der Name ist altenglischen Ursprungs und setzt sich aus den Bedeutungen "Wille" und "Speerspitze" zusammen.

## Bekannte Namensträgerinnen
- Willibrordis Bonefeld (1907–2002), deutsche Generaloberin und Ordensgründerin

## Bekannte Namensträger
- Heiliger Willibrord (* um 658), angelsächsischer Missionar
- Willibrord Benzler (1853–1921), Bischof des Bistums Metz
- Willibrord Haas (* 1936), deutscher Maler, Zeichner und Grafiker
- Willibrord Joseph Mähler (1778–1860), deutscher Maler und Komponist
- Willibrord van Os (1744–1825), Erzbischof von Utrecht